# World Popular Song Festival 1977
Het World Popular Song Festival 1977 was de achtste editie van het World Popular Song Festival. Het werd gehouden in Tokio, Japan van 11 tot 13 november 1977. Uiteindelijk trok het Verenigd Koninkrijk voor de derde maal aan het langste eind. De top 3 werd vervolledigd door Italië en het debuterende Paraguay.
Dit jaar was er ook een speciale prijs voor de beste Japanse inzending. Dit was een lied dat de finale moest gehaald hebben. Deze is niet meegerekend in de resultaten.

## Deelnemende landen
24 landen van over de hele wereld hadden zich ingeschreven voor de achtste editie van het festival. België was van de partij. Nederland trok zich voor de eerste keer terug.
België bleef voor de tweede keer in de geschiedenis steken in de halve finale.

## Overzicht

### Beste Japanse inzending
| Land  | Taal   | Artiest               | Lied           |
| ----- | ------ | --------------------- | -------------- |
| Japan | Japans | Masanori Sera & Twist | Anta no ballad |

### Finale
| Plaats | Land                | Taal        | Artiest                            | Lied                           |
| ------ | ------------------- | ----------- | ---------------------------------- | ------------------------------ |
| 1      | Verenigd Koninkrijk | Engels      | Rags                               | Can't hide my love             |
| 2      | Italië              | Italiaans   | Mia Martini                        | Un ritratto di donna           |
| 3      | Paraguay            | Spaans      | Johnny Monte                       | Torbellino                     |
| 4      | Japan               | Engels      | Akihiko Shimomura                  | Road to freedom                |
| 5      | Canada              | Frans       | Nicole Martin                      | Bonsoir tristesse              |
| 6      | Verenigd Koninkrijk | Engels      | George Chakiris                    | We've got it made              |
| 7      | Indonesië           | Indonesisch | Ajie Bandi & Hetty Koes Endang     | Damai tapi gersang             |
| 8      | Japan               | Japans      | Kayoko Ono                         | Adieux                         |
| 9      | Mexico              | Spaans      | María del Carmen                   | Es mi corazõn un vagabundo     |
| 10     | Frankrijk           | Frans       | Martine Clémenceau                 | L'amour monsieur               |
| 11     | Australië           | Engels      | Paul O'Gorman                      | Ride ride America              |
| 12     | Turkije             | Frans       | Ajda Pekkan                        | À mes amours                   |
| 13     | Japan               | Engels      | Sumiko Kimura                      | Star                           |
| 14     | West-Duitsland      | Engels      | Baccara                            | Mad in Madrid                  |
| 15     | Denemarken          | Engels      | Olsen Brothers                     | Julie                          |
| 16     | Japan               | Engels      | Ice Cream Fantasy                  | Shall we dance?                |
| 17     | Verenigde Staten    | Engels      | Buzz Cason                         | Everybody's listenin', but you |
| 18     | Verenigde Staten    | Engels      | Mystic Knights Of The Oingo Boingo | Oh, Dominique send me          |
| 19     | Zwitserland         | Engels      | Piera Martell                      | What a feeling                 |
| 20     | Zuid-Korea          | Koreaans    | Hey Eunee                          | Dangshin manool sarang hae     |
| 21     | Brazilië            | Portugees   | Wilson Simonal                     | Bia                            |
| 22     | Finland             | Engels      | Taiska                             | Boogie man                     |

### Eerste halve finale
| Land                | Taal      | Artiest                            | Lied                        | Resultaat      |
| ------------------- | --------- | ---------------------------------- | --------------------------- | -------------- |
| Verenigd Koninkrijk | Engels    | Kelly Marie                        | Sentimental kisses          | uit            |
| Spanje              | Spaans    | Betty Missiego                     | Me siento triste            | uit            |
| Japan               | Engels    | Akihiko Shimomura                  | Road to freedom             | gekwalificeerd |
| Italië              | Italiaans | Daniela Davoli                     | Confessioni                 | uit            |
| Brazilië            | Portugees | Wilson Simonal                     | Bia                         | gekwalificeerd |
| Canada              | Frans     | Nicole Martin                      | Bonsoir tristesse           | gekwalificeerd |
| Zuid-Korea          | Koreaans  | Hey Eunee                          | Dangshin manool sarang hae  | gekwalificeerd |
| Frankrijk           | Frans     | Enrique                            | Cecilia                     | uit            |
| Verenigde Staten    | Engels    | Adrienne Johnston                  | If poems died like promises | uit            |
| Finland             | Engels    | Taiska                             | Boogie man                  | gekwalificeerd |
| Japan               | Engels    | Hirokazu                           | Dancing girl                | uit            |
| West-Duitsland      | Engels    | Baccara                            | Mad in Madrid               | gekwalificeerd |
| Verenigde Staten    | Engels    | Mystic Knights Of The Oingo Boingo | Oh, Dominique send me       | gekwalificeerd |
| Zwitserland         | Engels    | Piera Martell                      | What a feeling              | gekwalificeerd |
| Japan               | Engels    | Keiko Hiroyama                     | Hello there                 | uit            |
| Denemarken          | Engels    | Olsen Brothers                     | Julie                       | gekwalificeerd |
| Italië              | Italiaans | Mia Martini                        | Un ritratto di donna        | gekwalificeerd |
| Hongkong            | Engels    | Eddie Vas                          | Gypsy tears                 | uit            |
| Bulgarije           | Engels    | Mimi Nicklova                      | Once again                  | uit            |
| Japan               | Japans    | Masanori Sera & Twist              | Anta no ballad              | gekwalificeerd |
| Filipijnen          | Filipijns | Carmen Patena                      | Kaibigan                    | uit            |
| Verenigd Koninkrijk | Engels    | George Chakiris                    | We've got it made           | gekwalificeerd |

### Tweede halve finale
| Land                | Taal        | Artiest                        | Lied                                      | Resultaat      |
| ------------------- | ----------- | ------------------------------ | ----------------------------------------- | -------------- |
| België              | Engels      | Nicole Mery                    | Like a rainbow                            | uit            |
| Indonesië           | Indonesisch | Ajie Bandi & Hetty Koes Endang | Damai tapi gersang                        | gekwalificeerd |
| Japan               | Japans      | Kayoko Ono                     | Adieux                                    | gekwalificeerd |
| Australië           | Engels      | Paul O'Gorman                  | Ride ride America                         | gekwalificeerd |
| Mexico              | Spaans      | María del Carmen               | Es mi corazõn un vagabundo                | gekwalificeerd |
| Tsjecho-Slowakije   | Tsjechisch  | Karel Gott                     | Jdi za štěstím                            | uit            |
| Nieuw-Zeeland       | Engels      | Kim Hart                       | You don't need me                         | uit            |
| Frankrijk           | Frans       | Martine Clémenceau             | L'amour monsieur                          | gekwalificeerd |
| Italië              | Italiaans   | Pino Leggeri                   | Beata te                                  | uit            |
| Japan               | Engels      | Ice Cream Fantasy              | Shall we dance?                           | gekwalificeerd |
| Japan               | Engels      | Masuda Toshiro                 | Brother on a water                        | uit            |
| Frankrijk           | Frans       | Delizia                        | Alors, le bel été (Comme un feu qui dort) | uit            |
| Verenigd Koninkrijk | Engels      | Rags                           | Can't hide my love                        | gekwalificeerd |
| Turkije             | Frans       | Ajda Pekkan                    | À mes amours                              | gekwalificeerd |
| Paraguay            | Spaans      | Johnny Monte                   | Torbellino                                | gekwalificeerd |
| Japan               | Engels      | Sumiko Kimura                  | Star                                      | gekwalificeerd |
| Zwitserland         | Engels      | Véronique Müller               | Last year's dreams                        | uit            |
| Colombia            | Engels      | Jose & Dario                   | Crisis                                    | gekwalificeerd |

1970 · 1971 · 1972 · 1973 · 1974 · 1975 · 1976 · 1977 · 1978 · 1979 · 1980 · 1981 · 1982 · 1983 · 1984 · 1985 · 1986 · 1987 · 1988 · 1989